# Perry Botkin Sr.
Perry Botkin Sr. (* 22. Juli 1907 in Richmond, Indiana; † 14. Oktober 1973 in Van Nuys, Kalifornien) war ein US-amerikanischer Jazzmusiker (Gitarre, Banjo, Ukulele), Komponist und Songwriter.
Perry Botkin, Sr. arbeitete am Beginn seiner Karriere Anfang der 1920er-Jahre bei dem Pianisten Wayne Euchner, der eine Bigband in West Baden (Indiana) leitete. Um 1928 wirkte er bei Plattenaufnahmen von Phil Napoleons Original Memphis Five mit. Botkin wurde dann bekannt, als er bei Hoagy Carmichaels Aufnahme des „Hong Kong Blues“ elektrische Gitarre spielte und ihn mit seiner Bigband begleitete; dies war eine der frühesten Aufnahmen, bei der dieses Instrument Verwendung fand. Er wirkte nachfolgend auch bei Platteneinspielungen von Al Jolson, Connee Boswell, Eddie Cantor, Glenn Miller, Benny Goodman, Paul Whiteman, Bob Hope, Fred Astaire, Spike Jones („Clink Clink, Another Drink“), den Dorsey Brothers und Roy Rogers mit.
Daneben war er 17 Jahre als musikalischer Direktor für Bing Crosby, als Schauspieler (The Adventures of Ozzie & Harriet), Komponist, Songwriter und Virtuose auf der Ukulele (wie in Birth of the Blues (1941) und Main Street to Broadway (1953)) tätig. In den 1950er-Jahren arbeitete er vorwiegend in den Hollywood Studios; so schrieb und spielte er die Filmmusik zu Der Tod kommt auf leisen Sohlen (Murder by Contract, 1958). Sein wohl bekanntester Titel war „Elly Mae’s Theme“, den er für die Beverly Hillbillies schrieb. Sein Sohn Perry Botkin Jr. war ein bekannter Produzent für RCA Victor.

## Diskographie
- The World Is Waiting For The Sunrise (Decca L 6346)
- Botkin's Banjo Band (Decca L 6351)